# くつひも
『くつひも』は、斉藤朱夏の1枚目のミニアルバム。2019年8月14日にSACRA MUSICから発売された。

## 概要
デビュー・ミニアルバム。Aqoursのメンバーの中では、逢田梨香子に続いて2人目のソロデビューとなった。6月12日放送の『ZIP!』（日本テレビ系列）内で、ソロデビューの発表とMVの一部が公開された。
リード曲の「あと1メートル」のMVは高木聡が監督を務める。
アルバムと同タイトルの3曲目「くつひも」は、メ～テレ放送の「BomberE」の8月・9月度のエンディングテーマに使用された。また、7月26日よりMVが公式アカウントよりYouTube上で公開されている。
リード曲の「あと1メートル」のMVとメイキングを収録したBlu-rayが付属するくつひも盤、同内容のDVDが付属する初回限定盤、CDのみの通常盤の3バージョンが発売される。
くつひも盤はシューズボックスを模した特製のパッケージとなっており、フォトブック、靴ひもなどの特典が付属する。

## チャート成績
2019年8月13日付のオリコンデイリーアルバムチャートでは4位にランクイン。翌日の8月14日付は0.2万枚を売上・3位にランクアップし、誕生日当日の8月16日付では1位を獲得。声優のデビューアルバムがデイリーチャートで首位を獲得するのは史上初の快挙となった。
オリコン週間アルバムチャートでは1.3万枚を売り上げ5位にランクイン。週間アニメアルバムチャートでは首位を獲得し、逢田梨香子の『Principal』に続いてAqoursのメンバーによるソロデビューアルバムが2作連続で首位獲得となった。

## 収録曲
特記以外作詞・作曲：ハヤシケイ
1. ことばの魔法（4：11）
  - 編曲：村田祐一
2. あと1メートル（4：24）
  - 編曲：堀江晶太
3. くつひも（4：12）
  - 作曲：にお、編曲：sugarbeans
  - メ～テレ『BomberE』8月・9月度エンディングテーマ
4. 誰よりも弱い人でかまわない（4：12）
  - 編曲：村田祐一
5. リフレクライト（3：53）
  - 編曲：小松一也
6. ヒーローになりたかった（3：47）
  - 編曲：sugarbeans

### 初回限定盤映像
1. あと1メートル (Music Video)
2. Kutsuhimo no Musubikata